# ما بعد الحداثة

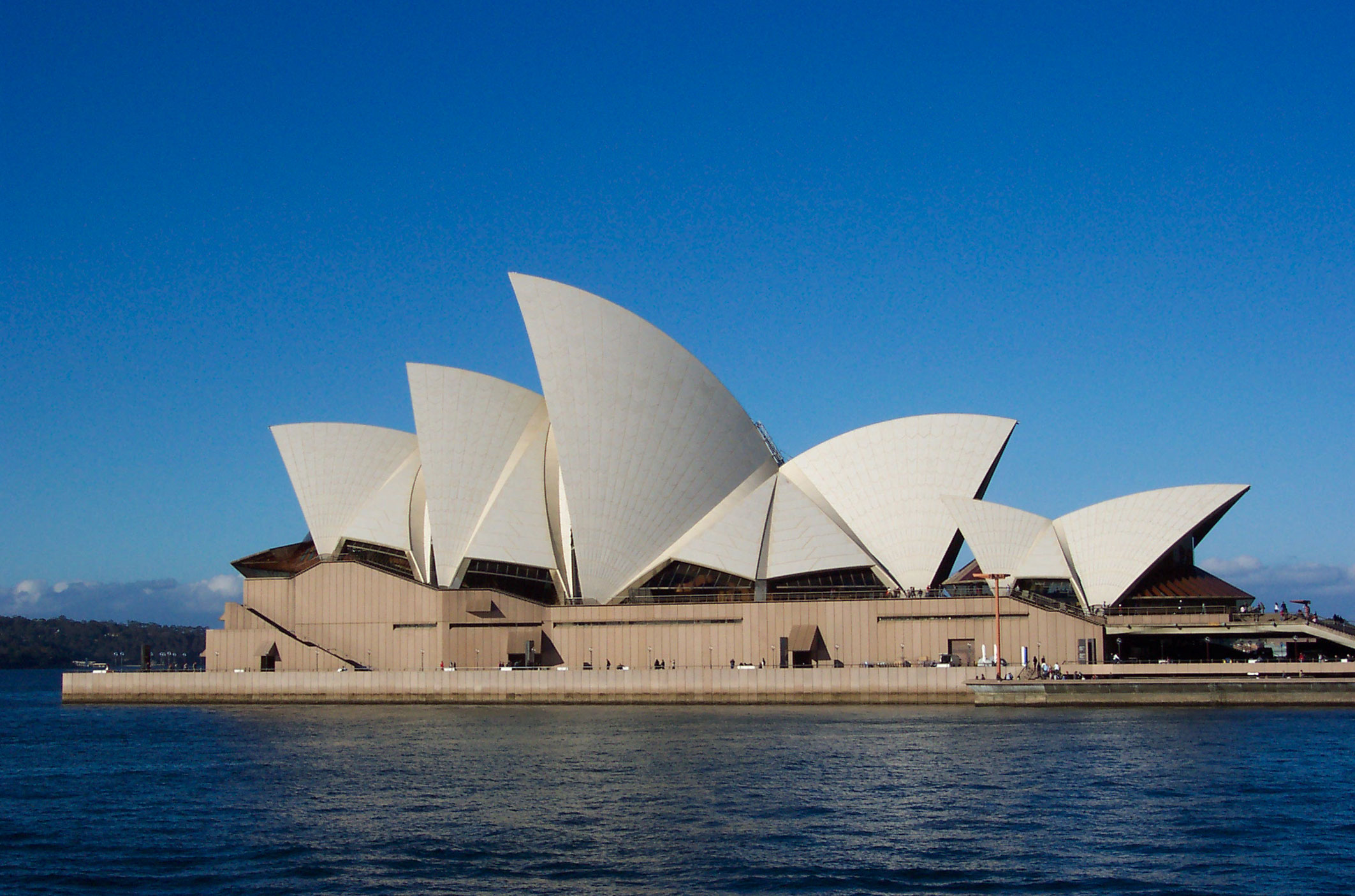

ما بعد الحداثة هي الحالة الاقتصادية أو الثقافية أو حالة المجتمع التي يقال إنها وُجدت بعد الحداثة (في هذا السياق، لم تُستخدم كلمة «حديث» بمعنى «معاصر»، ولكنها مجرد اسم لفترة محددة في التاريخ). ترى بعض مدارس الفكر أن الحداثة انتهت في أواخر القرن العشرين -في الثمانينيات أو أوائل التسعينيات- وحلّت مكانها ما بعد الحداثة، في حين ترى مدارس أخرى أن الحداثة تمتد لتشمل التطورات التي أشارت إلى ظهور ما بعد الحداثة، بينما يعتقد البعض أن الحداثة انتهت بعد الحرب العالمية الثانية. توصف أحيانًا فكرة حالة ما بعد الحداثة على أنها ثقافة جُرّدت من قدرتها على العمل بشكل خطيّ أو مستقل مثل الانعزالية الرجعية مقارنة بالعقلية التقدمية للحداثة.
ما بعد الحداثة يمكن أن تعني استجابة شخصية لمجتمع ما بعد الحداثة، أو ظروف المجتمع التي تجعل منه مجتمع ما بعد الحداثة، أو الحالة التي يكون فيها مرتبطًا بمجتمع ما بعد الحداثة وبحقبة تاريخية أيضًا. في معظم السياقات، ينبغي التمييز بين حالة ما بعد الحداثة وحركة ما بعد الحداثة، التي تعني اعتماد فلسفات ما بعد الحداثة أو سماتها في الفنون والثقافة والمجتمع. في الواقع، يمكن اليوم وصف وجهات النظر التاريخية حول تطورات فن ما بعد الحداثة (حركة ما بعد الحداثة) ومجتمع ما بعد الحداثة (حالة ما بعد الحداثة) على أنهما مصطلحين شاملين للعمليات التي تنخرط في علاقة جدلية مستمرة مثل «بعد ما بعد الحداثة» التي نتج عنها تطور ثقافة العالم المعاصر.
ينكر بعض المعلقين انتهاء الحداثة، ويعتبرون أن فترة ما بعد الحرب العالمية الثانية هي استمرار للحداثة، ويشيرون إليها باسم الحداثة المتأخرة.

## استخدامات المصطلح
ما بعد الحداثة هي حالة ما بعد الحداثة أو الكينونة في حالة ما بعد الحداثة؛ بعد ما هو حديث أو استجابة له، كما هو الحال في فن ما بعد الحداثة. تُعرّف الحداثة بأنها فترة أو حالة تتشابه بشكل فضفاض مع الحقبة التقدمية أو الثورة الصناعية أو عصر التنوير. في الفلسفة والنظرية النقدية، يشير مصطلح ما بعد الحداثة إلى الحالة أو حالة المجتمع التي يقال إنها وُجدت بعد الحداثة، وهي حالة تاريخية تعلن أسباب نهاية الحداثة. يُنسب هذا الاستخدام إلى الفيلسوفين جان فرانسوا ليوتار وجان بودريار.
قال هابرماس هناك «مشروع» واحد من الحداثة عزّز التقدم من خلال دمج مبادئ العقلانية والتسلسل الهرمي في الحياة العامة والفنية. فهم ليوتار الحداثة كحالة ثقافية تتسم بالتغير المستمر في السعي لتحقيق التقدم. تمثل ما بعد الحداثة إذًا ذروة هذه العملية، إذ أصبح التغيير المستمر هو الوضع الراهن ومفهوم التقدم عفا عليه الزمن. بعد انتقاد لودفيغ فيتغنشتاين لإمكانية المعرفة المطلقة والشاملة، جادل ليوتار أيضًا بأن مختلف السرديات الكبرى للتقدم مثل العلوم الوضعية، والماركسية، والبنيوية، لم يعد لها وجود كطرق لتحقيق التقدم.
شبّه الناقد الأدبي فريدريك جيمسون والجغرافي ديفيد هارفي ما بعد الحداثة بـ«الرأسمالية المتأخرة» أو «التراكم المرن»، وهي مرحلة من الرأسمالية تلي الرأسمالية المالية وتتميز بعمالة متنقلة للغاية ورأس مال كبير وما أطلق عليه هارفي «الضغط الزماني المكاني». يقترحون أن هذا يتزامن مع انهيار نظام بريتون وودز الذي، كما يعتقدون، حدّد النظام الاقتصادي في أعقاب الحرب العالمية الثانية.
إن أولئك الذين ينظرون عمومًا إلى الحداثة على أنها بالية أو فشل ذريع، وخلل في تطور البشرية أدى إلى كوارث مثل أوشفيتز وهيروشيما، يعدّون ما بعد الحداثة تطورًا إيجابيًا. يرى فلاسفة آخرون، وخاصة أولئك الذين يعتبرون أنفسهم من مشروع الحداثة، حالة ما بعد الحداثة نتيجة سلبية لاعتناق أفكار ما بعد الحداثة. على سبيل المثال، يزعم يورغن هابرماس وآخرون أن ما بعد الحداثة تمثّل إحياءً للأفكار المناهضة للتنوير التي طال أمدها، وأن مشروع الحداثة لم يكتمل ولا يمكن الاستغناء عن المسلّمات. ما بعد الحداثة التي تعدّ نتيجة لتبنّي أفكار ما بعد الحداثة هي بشكل عام مصطلح سلبي في هذا السياق.

## ما بعد الحداثة
ما بعد الحداثة هي حالة من الارتباط بالتغيرات التي تطرأ على المؤسسات، وأشكال الإبداع، وبالنتائج الاجتماعية، والسياسية، والابتكارات على مستوى العالم، ولكن بشكل خاص في الغرب منذ خمسينيات القرن العشرين، في حين أن حركة ما بعد الحداثة هي فلسفة جمالية، أو أدبية، أو سياسية، أو اجتماعية، و«ظاهرة ثقافية وفكرية»، وخاصة منذ الحركات الفنية الجديدة في عشرينيات القرن العشرين. يستخدم الفلاسفة والعلماء الاجتماعيون والنقاد الاجتماعيون كلا المصطلحين للإشارة إلى جوانب من الثقافة، والاقتصاد، والمجتمع المعاصر، التي تعدّ نتيجة لملامح الحياة في أواخر القرن العشرين وأوائل القرن الحادي والعشرين، وتتمثل بتجزؤ السلطة وتحويل المعرفة إلى سلعة.
تعدّ العلاقة بين ما بعد الحداثة والنظرية النقدية، وبين علم الاجتماع والفلسفة متنازعًا عليها بشدة. غالبًا ما يصعب التمييز بين مصطلحي «ما بعد الحداثة» و«حركة ما بعد الحداثة»، إذ غالبًا ما يكون المصطلح الأول نتيجة الثاني. كان لهذه الفترة تشعّبات سياسية متنوعة: يبدو أن «أفكارها المناهضة للإيديولوجية» ارتبطت بالحركة النسوية، وحركات المساواة العرقية، وحركات حقوق المثليين، ومعظم أشكال اللاسلطوية في أواخر القرن العشرين وحتى حركة السلام بالإضافة إلى هجائن مختلفة من تلك الحركات في الحركة الحالية المناهضة للعولمة. لا تضم أيٌّ من هذه المؤسسات جميعَ جوانب حركة ما بعد الحداثة في تعريفها الأكثر تركيزًا، لكنها جميعًا تعكس، أو تستمد، بعضًا من أفكارها الأساسية.

## تاريخها
يعتقد بعض المؤلفين، مثل ليوتار وبودريار، أن الحداثة انتهت في أواخر القرن العشرين، وبالتالي أعلنوا فترة تالية للحداثة، ألا وهي ما بعد الحداثة، بينما يرى مؤلفون آخرون، مثل بومان وغيدنز، أن الحداثة تمتدّ لتشمل التطورات التي أشارت إلى ظهور ما بعد الحداثة. ما زال آخرون يدّعون أن الحداثة انتهت مع العصر الفيكتوري في مطلع القرن العشرين.
يُقال إن ما بعد الحداثة مرّت بمرحلتين مختلفتين نسبيًا، بدأت المرحلة الأولى في أواخر الأربعينيات والخمسينيات، وانتهت مع الحرب الباردة (عندما دعمت أجهزة الإعلام التناظرية ذات النطاق الترددي المحدود بضع قنوات إعلامية رسمية)، أما المرحلة الثانية بدأت عند نهاية الحرب الباردة (تميّزت بانتشار التلفزيون الكبلي و«الوسائط الجديدة» القائمة على الوسائل الرقمية لنشر المعلومات وبثّها).
تتداخل المرحلة الأولى مما بعد الحداثة مع نهاية الحداثة، ويعدّها الكثيرون جزءًا من الحقبة الحديثة. أصبح التلفزيون المصدر الرئيسي للأخبار، وانخفضت أهمية التصنيع في اقتصادات أوروبا الغربية والولايات المتحدة، لكن أحجام التجارة ازدادت في الدول المتقدمة. في الفترة 1967-1969 وقع انفجار ثقافي مهم في العالم المتقدم، إذ طالب جيل طفرة المواليد، الذي نشأ في فترة ما بعد الحداثة وكانت تجربته الأساسية للمجتمع، بالدخول إلى بنية السلطة السياسية والثقافية والتعليمية. جسّدت سلسلة من المظاهرات وأعمال التمرد -تراوحت من الأعمال اللاعنفية والثقافية إلى أعمال الإرهاب العنيفة؛ معارضة الشباب لسياسات العصر السابق وتصوّراته. معارضة حرب الجزائر وحرب فيتنام، ومعارضة القوانين التي تسمح بالفصل العنصري أو تشجعه والقوانين التي تميّز ضد المرأة بشكل علني وتقيّد الحصول على الطلاق، وزيادة استخدام الماريجوانا والمخدرات، وظهور أنماط البوب الثقافية في الموسيقى والدراما، بما في ذلك موسيقى الروك، وانتشار الستريوفوني، والتلفزيون، والراديو، كلها ساهمت في جعل هذه التغيرات مرئية في السياق الثقافي الأوسع. ترتبط هذه الفترة بعمل مارشال ماكلوهان، وهو فيلسوف ركز على نتائج العيش في ثقافة وسائل الإعلام وجادل بأن المشاركة في ثقافة وسائل الإعلام الجماهيرية تلقي بظلالها على المحتوى الفعلي المنشور، وتساهم في التحرير لأنها تخفّف من سلطة القواعد المعيارية للمجتمع المحلي.
تتميّز المرحلة الثانية لما بعد الحداثة بـ «الثقافة الرقمية»؛ القوة المتزايدة لوسائل الاتصال الشخصية والرقمية بما في ذلك أجهزة الفاكس، وأجهزة المودم، والكابلات، والإنترنت عالي السرعة، التي غيّرت حالة ما بعد الحداثة جذريًا: أصبح الإنتاج الرقمي للمعلومات يتيح للأفراد التعامل مع كل جانب من جوانب البيئة الإعلامية تقريبًا. نتج عن ذلك نزاع بين المنتجين والمستهلكين بشأن رأس المال الفكري والملكية الفكرية، وأدى إلى خلق اقتصاد جديد يجادل مؤيدوه بأن الانخفاض الحاد في تكاليف المعلومات سيغيّر المجتمع تغييرًا جوهريًا.